# Come Away with Me (canción)
«Come Away with Me» es una canción escrita, producida e interpretada por la artista estadounidense Norah Jones. Fue lanzado el 30 de diciembre de 2002 como el tercer sencillo de su álbum debut, Come Away with Me (2002).
La canción no estuvo en el Billboard Hot 100, de los Estados Unidos, pero alcanzó el número 21 en el Billboard Adult Top 40 en los Estados Unidos. También alcanzó su punto máximo en el número 2 en Canadá (el segundo y más alto logro de Jones en el Canadian Singles Chart) y el número 80 en la lista UK Singles Chart. «Come Away with Me» fue incluido en la banda sonora de la película Maid in Manhattan (2002).

## Video musical
El video musical de la canción fue dirigido por James Frost y muestra a Norah conduciendo un automóvil en un desierto de California. El video fue lanzado en 2003.

## Posicionamiento
| Lista (2002)                            | Posición más alta |
| --------------------------------------- | ----------------- |
| Canadá (Hot Digital Songs)              | 2                 |
| España (Spanish Singles Chart)          | 5                 |
| Estados Unidos (Billboard Adult Top 40) | 21                |
| Francia (French Singles Chart)          | 97                |
| Países Bajos (Dutch Singles Chart)      | 87                |
| Reino Unido (UK Singles Chart)          | 80                |

## Otras apariciones
- Live at the World Café: Vol. 15 – Handcrafted (2002, World Café)
- 107. 1 KGSR Radio Austin – Broadcasts Vol. 10 (2002)
- The Acoustic Album (2006, Virgin)

Jones también interpretó la canción como parte de una aparición ampliada que tuvo en la película de 2012 de Seth MacFarlane, Ted.